# Wapen van Nijkerk

Het wapen van Nijkerk is het wapen van de gemeente Nijkerk, een gedeeld wapen, bestaande uit een rechterdeel met het oude wapen van Nijkerk en een linkerdeel met het oude wapen van de voormalige gemeente Hoevelaken. De beschrijving luidt:
"Naar links verschoven gedeeld; I in azuur een gekroonde leeuw, houdende een opgeheven zwaard in de rechterklauw, alles van goud; II doorsneden in drieën; a in zilver zes lelies van keel, geplaatst drie, twee en één; b in keel een kruis van goud; c in zilver drie zuilen van keel, geplaatst twee en één. Het schild gedekt met een gouden kroon van vijf bladeren."
Opmerking: in de heraldiek zijn links en rechts van achter het schild gezien. Voor de toeschouwer zijn deze dus verwisseld.

## Geschiedenis
Nijkerk en Hoevelaken besloten op vrijwillige basis samen te gaan tegen de oprukkende stad Amersfoort. Er was daarvoor behalve een grenscorrectie van de gemeentegrens ook een correctie van de provinciegrens nodig. Op 1 januari 2000 was de nieuwe gemeente Nijkerk een feit. Na de samenvoeging van Hoevelaken met Nijkerk moest een nieuw wapen worden ontworpen. In maart van het jaar 2000 bracht de Hoge Raad van Adel via een aantal (acht) voorbeelden advies uit voor de nieuwe gemeente aan burgemeester B. Vries. Een keuze werd gemaakt en op 18 augustus 2000 werd het wapen aan Nijkerk verleend. Nijkerker Dirk van Valkengoed maakte het gemeentewapen op eigen initiatief nauwkeurig na. Het wapen hangt nu in de vergaderzaal waar burgemeester en wethouders wekelijks vergaderen.

## Verwante wapens

Oude wapen van Nijkerk
Wapen van Hoevelaken
Wapen van Arkemheen